# Андроников, Константин Ясеевич
Князь Константин Ясеевич Андроников (груз. კონსტანტინე ანდრონიკაშვილი, Константине Андроникашвили) (16 июля 1916, Петроград — 12 сентября 1997, Париж) — французский дипломат, православный богослов и переводчик.

## Биография
Константин Андроников родился 16 июля 1916 года в Петрограде в знатной грузинской семье князей Андрониковых или Андроникашвили. Его отец, Яссе Николаевич Андронников, был офицером русской императорской армии. Тётя по отцу, Саломея Андроникова (1888—1982), была известной светской красавицей, источником вдохновения для многих русских поэтов и художников Серебряного века. Во время Гражданской войны в России его тётя Саломея эмигрировала в Париж, а в 1920 году и Константин вместе с матерью выехал из врангелевского Крыма через Константинополь во Францию. Но его отец, Яссе остался в России, подвергался многократным арестам большевистскими властями, а позже расстрелян в урочище Сандормох в Карелии.
Среднее образование Константин получил в колледжах Парижа и Англии, где жила его тётя. В 1940 году Константин Андроников окончил филологический факультет Парижского университета, защитив выпускную работу о Хомякове. Перед войной краткое время занимался фермерством. В 1939 году — доброволец во французской военной авиации, поступил лётное училище в Марокко, в 1940 году — демобилизация, Вернулся в Париж поступил в Свято-Сергиевский православный богословский институт, который окончил в 1944 году. В 1942—1944 годах он был преподавателем русской литературы и французского языка в Русской гимназии в Париже. После войны опубликовал детективный роман «La mort aux étoiles» под псевдонимом André Comnène в издательстве «Кальман-Леви», — больше к этому жанру не возвращался. В 1945—1947 году вместе со своей женой Натальей Алексеевной помог многим «перемещенным лицам» скрыться от советской репатриационной комиссии.

### Дипломат и переводчик
Позже он работал в Министерстве иностранных дел Франции. С 1945 по 1981 год был главным переводчиком Министерства. Андроников был переводчиком трёх французских президентов. В 1958 году он переводил с английского и русского для президента Шарля де Голля, в 1969 году — для Жоржа Помпиду, а в 1974 году он стал переводчиком Валери Жискара Д’Эстена. Переводчик на процессе В. А. Кравченко. Один из основателей Международной ассоциации переводчиков конференций в 1953 г.. Был председателем ассоциации в 1956—1963 гг., позднее был избран почетным председателем. В 1948 году член-основатель и преподаватель Высшей школы синхронных переводчиков Парижского университета ('Ecole Supérieure d’Interprètes et de Traducteurs de l’Université de Paris (ESIT)). Преподавал в ней с 1948 по 1958 и с 1961 по 1975 годы. Сотрудник отдела развития Организации объединенных наций.
Никита Кривошеин вспоминает, что, будучи защищенным дипломатическим иммунитетом, свои многочисленные поездки в Москву Андроников использовал для переправки в обе стороны так называемой «запрещённой литературой» («самиздата» из России и так называемого «тамиздата» в Россию). Общий вес книг, привезенных с запада, составлял, по мнению Кривошеина, «несколько центнеров».

### Вклад в богословие
18 апреля 1943 года рукоположён в иподиаконы. Был членом Братства Христа Спасителя. Служил чтецом в парижском Свято-Александро-Невском соборе, с 1950 года член его приходского совета, член Свято-Александро-Невского братства. В 1956 избран в Епархиальный совет экзархата Западно-Европейских русских православных церквей. В 1961 году член Комиссии по устройству празднования 100-летия Свято-Александро-Невского собора. С 1966 по 1994 входил в Совет Православной Архиепископии Франции и Западной Европы.
С 1971 года профессор литургического богословия и методологии Богословского института, в 1980 году прервал преподавание после того, как 26 мая 1980 года получил степень доктора философии в теологии. С 1980 по 1991 год занимал должность преподавателя на факультете литургии в Свято-Сергиевском православном богословском институте. С 1984 по 1985 был профессором литургии в православном богословском институте святого Владимира в Нью-Йорке. Вернувшись в Париж, с 1991 по 1993 года занимал должности декана и профессора методологии в Свято-Сергиевском православном богословском институте. В 1993 году стал почётным деканом.
Андроников известен как плодовитый французский переводчик русских христианских мыслителей, особенно богословских трудов отца Сергея Булгакова, Н. А. Бердяева, Д. С. Мережковского, отца П. Флоренского, отца В. Зеньковского и других. Перевёл на французский язык тексты русских церковных песнопений, выступал с докладами по истории русской церковной музыки. С 1965 выступал по французскому телевидению в религиозных передачах. Член попечительного совета телепередачи «Православие» (1965—1993). Он опубликовал несколько работ о христианских праздниках. Главный редактор журнала «La Pensée orthodoxe». Почетный член Всемирного общества религий. Член Союза русских дворян, член Общества ревнителей памяти императора Николая II.
Скончался 12 сентября 1997 года в Париже, похоронен на кладбище Сент-Женевьев-де-Буа.

## Семья
- Мать — Елена Константиновна (урожденная Вахтер) (7.10.1890 — 25.8.1938).
- Первая жена — Наталья Александровна (урождённая Курис) (1924, Прага — 1983, Париж).
  - Сын — Мануил Константинович (10.9.1947 — 15.9.1995).
  - Дочь — Анна Константиновна Андроникова (фр. Anne Andronikof[6], род. 23 марта 1949).
  - Сын — Марк Константинович (род. 1960)[7].
- Вторая жена (с 1989) — Джоан Вуд (род. 1926), отец Джозеф Вуд, шотландец, британский офицер, служивший в Москве в 20-е годы, её мать — Валентина Георгиевна Каменская[7].

## Награды
- Награждён орденом «За заслуги», а 17 февраля 1997[4] года стал командором ордена Почетного легиона.

## Произведения
- Le sens des fetes: T. 1. Le cycle fixe (1970. Cerf, Paris), 309 p.
- Les Notes apologetiques
- Le sens des fetes: T. 2. Le cycle pascal (1985. L’age d’homme, Lausanne)
- Le sens de la Liturgie: La relation entre Dieu et l’homme (1988. Cerf, Paris), 322 p.
- Des mystères sacramentels (1998).
- Gnoséologie et méthodologie. (1990)[8].
- Parole orthodoxe. Conversion — Au cœur de la foi — Communion ecclésiale — Prière et liturgie — Pâques, écrit en collaboration octobre 2000.
- Les Religions et la guerre. Judaïsme, christianisme, islam. écrit en collaboration. Juin 1991.